# خطاب الرايخستاغ 30 يناير 1939

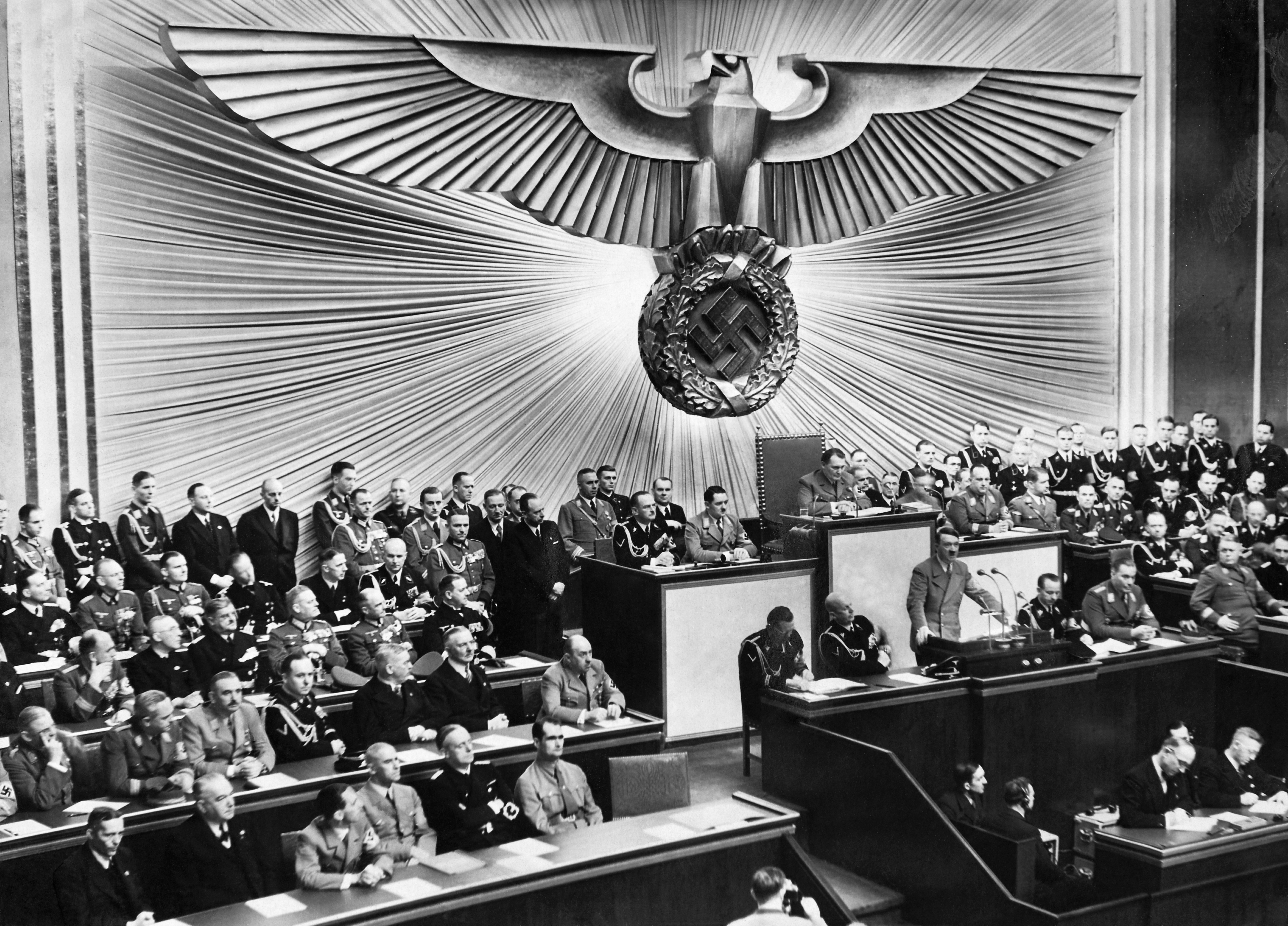
هتلر على المنصة

في 30 يناير 1939 ألقى أدولف هتلر خطابًا في دار أوبرا كرول أمام مندوبي الرايخستاغ، والذي اشتهر بتنبؤه بأن "إبادة العرق اليهودي في أوروبا " ستحدث إذا اندلعت حرب عالمية أخرى.
وقد ساعد جوزيف جوبلز وزير الدعاية النازي في كتابة الخطاب،  الذي ألقي في الذكرى السادسة لوصول هتلر للسلطة في عام 1933.  استغرق الخطاب ساعتين . لقد تعاملت مع السياسات الخارجية والداخلية للحكومة النازية. 

## السياسة الخارجية
ناقش هتلر أزمة ميونيخ واعترف بأنه كان خطط لغزو عسكري بعد أزمة مايو حالة عدم استسلام تشيكوسلوفاكيا لمطلبه الخاصة بتسليم منطقة السوديت بحلول 2 أكتوبر 1938. في إشارة منه إلى أنها "ضربة خطيرة لهيبة الرايخ" و"الاستفزاز الذي لا يطاق"، ادعى هتلر أن منطقة السوديت تم تأمينها من خلال تصميم ألمانيا واستعدادها للجوء إلى الحرب، وليس عن طريق الدبلوماسية.  ولأول مرة منذ ميونيخ، ألمح هتلر إلى مزيد من التوسع، موضحًا "مدى أهمية توسيع المساحة المعيشية لشعبنا ( ليبنسراوم</link> ) كان من أجل تأمين إمداداتهم الغذائية بشكل دائم"، حيث يتعين على ألمانيا حاليًا "التصدير من أجل شراء الغذاء".  واشتكى من أن ألمانيا مُنعت من التوسع بسبب "العمى المستمر للقوى المنتصرة السابقة ". 

## اليهود
برغم فشل مؤتمر إيفيان في يوليو عام 1938 في فتح بلدان أخرى أمام هجرة اليهود،  إلا أن النازيين ما زالوا يحاولون التسريع من هجرة اليهود لخارج ألمانيا. واستمرت المناقشات بين هيرمان جورينج وجورج روبلي مدير اللجنة الحكومية الدولية المعنية باللاجئين.   وسخر هتلر من "رجال الأعمال الألمان عديمي الضمير" الذين شعروا بالتعاطف مع اليهود.  واشتكى من وجود "مساحة كافية للاستيطان" في العالم ليذهب اليهود الألمان بعد مغادرة المانيا، وأكد أن أوروبا "لا يمكن أن تهدأ قبل تسوية المسألة اليهودية ".  وفي حديث طويل ضد اليهود،  سخر منهم هتلر في البداية، مشيرًا إلى "كيف أن العالم الديمقراطي بأكمله [كان] يتدفق بالتعاطف مع الشعب اليهودي الفقير المعذب [ومع ذلك] يظل قاسيًا عندما يتعلق الأمر بمساعدة هؤلاء الذين يُفترض أنهم يهود". أغلى أعضاء الجنس البشري".   وقال إن الوقت قد حان "لسحق عدو العالم اليهودي على الأرض"،  وأن الحكومة الألمانية عازمة تمامًا على "التخلص من هؤلاء الناس".  
واتهم هتلر اليهود بأنهم "ليس لديهم مشاكل سوى الأمراض السياسية والصحية" وأنهم طفيليون على الأمة الألمانية، مما يحول الشعب الألماني إلى "متسولين في بلدهم".  وقد أكد على أنه يجب وضع حد للاعتقاد الخاطئ بأن "الرب الصالح كان يقصد أن تعيش الأمة اليهودية على جسد الأمم الأخرى وعملها الإنتاجي"، وإلا فإن اليهود "سوف يستسلمون لأزمة شديدة الخطورة لا يمكن تصورها".  وادعى هتلر أن اليهود كانوا يحاولون تحريض "الملايين من جماهير الناس على صراع لا معنى له على الإطلاق بالنسبة لهم ولا يخدم سوى المصالح اليهودية". 

## موضوعات أخرى
ناقش هتلر وضع الكنائس في ألمانيا النازية، مهددًا بإحداث فصل كامل بين الكنيسة والدولة، الأمر الذي سيكون له عواقب مالية خطيرة على كل من الكنائس البروتستانتية والكاثوليكية . وقال إن رجال الدين الذين يسيئون معاملة الأطفال أو ينتقدون الحكومة لن يتمتعوا بأي حصانة. 

## النشر وردود الفعل
أعيد طبع تنبؤات هتلر بشأن اليهود في صحيفة الحزب Völkischer Beobachter وفي كتيب مخصص.  وتم بث الخطاب على الهواء مباشرة على الراديو.  وفقًا لتعليمات غوبلز الصريحة لفريتز هيبلر، تم تسجيل جزء الخطاب الذي تضمن تهديد هتلر ضد اليهود في وقت واحد بالصوت والفيديو.[بحاجة لمصدر]</link> (إنجاز فني صعب في ذلك الوقت) وتم تضمينه في مجلة UFA Wochenschau الأسبوعية</link> نشرة إخبارية بعد أن وافق عليها هتلر شخصيًا.    عادة ما تقلل الأفلام الإخبارية من الجانب الإقصائي لمجتمع الناس ؛ كان يناير عام 1939 هو المرة الأولى التي كانت فيها السياسات النازية تجاه اليهود مرتبطة بشكل مباشر بزعيم الحزب في نشرات الأخبار.  كتب المؤرخ ريتشارد ج. إيفانز أن التهديد "لا يمكن أن يكون أكثر علانية". 
وفي وقت الخطاب، كان اليهود وغير اليهود داخل ألمانيا وخارجها يولون اهتمامًا وثيقًا لتصريحات هتلر بسبب ليلة الكريستال واحتمال الحرب.  وفي الأيام التالية، أثار الخطاب تعليقات كبيرة في ألمانيا.  وقد ذكر كاتبا اليوميات الألمانيان اليهوديان لويز سولميتز وفيكتور كليمبيرر الخطاب في مذكراتهما، لكنهما لم يهتما كثيرًا بتهديد هتلر. 
خارج ألمانيا، ركزت تغطية الخطاب على التداعيات الجيوسياسية،   في حين أن التهديد الذي يتعرض له اليهود لم يلاحظه أحد.  فسر بعض المعلقين الأجانب الخطاب على أنه يعبر عن الرغبة في السلام إذا تم تلبية المطالب الألمانية المشروعة.  نشرت صحيفة فورفيرتس اليديشية النيويوركية عنوانًا رئيسيًا يشير إلى تهديد هتلر ضد اليهود، لكن المقالة الموجودة أسفله ناقشت فقط التهديد بالحرب وتحالفات هتلر مع إيطاليا واليابان. ناقشت صحيفة وارسو اليديشية هاينت الخطاب في عدة أعداد بدءًا من 31 يناير، لكنها لم تؤكد على النبوءة. وفي 31 يناير، طبعت النقاط الرئيسية للخطاب دون ذكر النبوة؛ في تحليل للخطاب نُشر في اليوم التالي، ناقش موشيه يوستمان الاسترضاء وقضايا السياسة الخارجية الأخرى. 